# Belprahon
Belprahon (antiguamente en alemán Tiefenbach) es una comuna suiza del cantón de Berna, situada en el distrito administrativo del Jura bernés. Limita al norte con Roches, al este con Grandval, al sur con Eschert, y al oeste con Moutier.

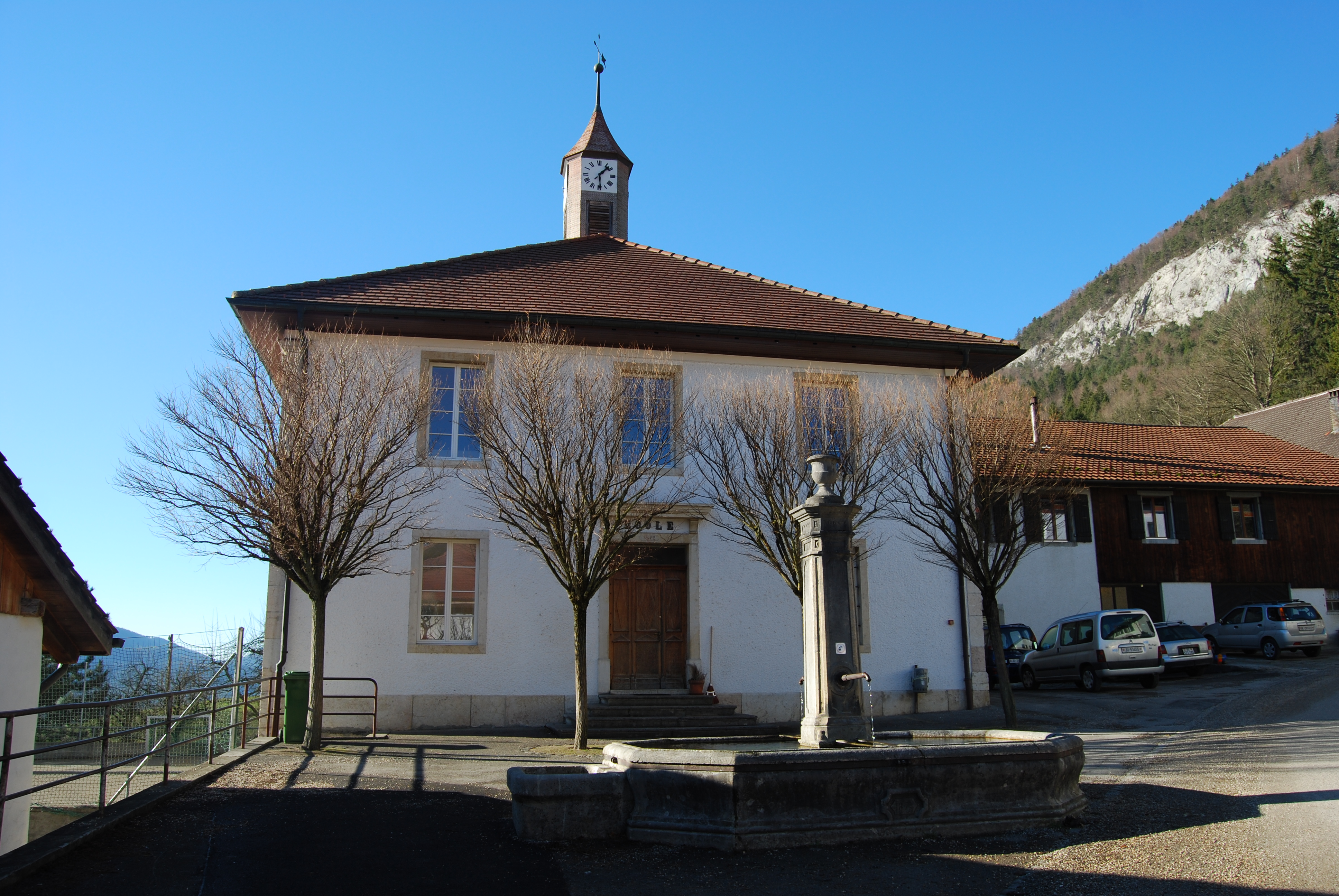
Belprahon

## Historia
De 1797 a 1815, Belprahon perteneció a Francia, la comuna hacía parte del departamento de Monte Terrible, y a partir de 1800, al departamento del Alto Rin, al cual el departamento de Monte Terrible fue anexado. En 1815, luego del Congreso de Viena, el territorio del antiguo Obispado de Basilea fue atribuido al cantón de Berna. 
Actualmente la comuna forma parte de la región del Jura bernés, la parte francófona del cantón de Berna. Hasta el 31 de diciembre de 2009 estuvo situada en el distrito de Moutier.

## Transporte
- Línea de autobús desde Moutier.
- Autopista A16 (en construcción)